# Jan I van Żagań
Jan I van Sagan (circa 1385 - 12 april 1439) was van 1397 tot 1412 hertog van Glogau (Głogów), vanaf 1403 hertog van Sagan (Żagań), Crossen an der Oder (Krosno Odrzańskie) en Schwiebus (Świebodzin) en vanaf 1413 hertog van Priebus (Przewóz). Hij behoorde tot de Silezische tak van het huis Piasten.

## Levensloop
Jan was de oudste zoon van hertog Hendrik VIII de Huismus van Glogau en diens echtgenote Catharina van Opole, dochter van hertog Wladislaus II van Opole. 
Nadat zijn vader in 1397 stierf, erfden Jan en zijn jongere broers Hendrik IX de Oude, Hendrik X Rumpold en Wenceslaus het hertogdom Glogau. Omdat de vier broers op dat moment nog minderjarig waren, werden ze tot in 1401 onder het regentschap van hertog Ruprecht van Liegnitz geplaatst. Dat jaar werd Jan I volwassen verklaard en begon hij persoonlijk over het hertogdom Glogau te regeren, terwijl hij tegelijk het regentschap van zijn jongere broers uitoefende.
In 1403 trad Jans tante Hedwig van Liegnitz, de weduwe van zijn oom langs vaderkant Hendrik VI de Oude, af als hertogin van Sagan, Crossen an der Oder en Schwiebus. Hierdoor gingen haar gebieden naar Jan en zijn drie broers, die ze gezamenlijk bestuurden. In 1412 beslisten de vier broers om hun gezamenlijke domeinen onderling te verdelen, waarbij Jan I het hertogdom Sagan behield. In 1413 kreeg hij van zijn schoonvader, keurvorst Rudolf III van Saksen, eveneens het hertogdom Priebus toegewezen. Toen de hoofdtak van de hertogen van Liegnitz in 1419 was uitgestorven, bemachtigde hij bovendien heel wat steden in Neder-Silezië.
Als hertog van Sagan was Jan tegelijk vazal van het koninkrijk Bohemen en in deze functie was hij zeer trouw. Zo nam hij in 1420 deel aan de militaire expeditie van keizer Sigismund tegen de Hussieten en was hij op 28 juli van hetzelfde jaar aanwezig bij de kroning van Sigismund tot koning van Bohemen in Praag.
Toen de Hussieten in de periode 1427-1428 in het hertogdom Silezië binnenvielen, sloot Jan samen met zijn broer Hendrik IX de Oude een bondgenootschap om de Hussieten militair aan te vallen en op 1 september 1428 versloegen hun legers de Hussieten in de Slag bij Kratzau. Desondanks betaalde hij in 1429 door de groeiende macht van de Hussieten een grote financiële bijdrage aan hen om de veiligheid van zijn domeinen te garanderen. Het was ook vanaf deze periode dat Jan I in het geheim de Hussietenbeweging en hun revolutionaire ideeën begon te steunen. 
Jan I voerde een radicaal en verdrukkend regeringsbeleid tegenover zijn onderdanen, wat onder meer tot een conflict met het Augustijnenklooster in Sagan leidde. Ook werd hij in de kronieken van zijn tijd beschreven als een gruwelijke en sadistische man die zijn echtgenote brutaal behandelde. Toen zijn vrouw om deze reden probeerde om het hertogdom Sagan te ontvluchten, liet hij haar zelfs tot aan haar dood opsluiten in Naumburg am Bober. 
In 1439 overleed hertog Jan I van Sagan, waarna hij werd bijgezet in de Augustijnenkerk van Sagan.

## Huwelijk en nakomelingen
Rond het jaar 1405 huwde Jan I met Scholastica (1393-1461), dochter van keurvorst Rudolf III van Saksen. Ze kregen tien kinderen:
- Anna (1408-1437), huwde in 1424 met graaf Albrecht VIII van Lindow-Ruppin
- Hedwig (1410-1497), huwde in 1434 met vorst Bernhard VI van Anhalt-Bernburg
- Balthasar (1415-1472), hertog van Sagan
- Rudolf (1418-1454), hertog van Sagan
- Margaretha (1425-1491), huwde in 1435 met graaf Volrad II van Mansfeld, in 1450 met graaf Hendrik XI van Honstein-Wittenberg en in 1457 met hertog Hendrik III van Brunswijk-Grubenhagen
- Barbara (1426-1476)
- Scholastica (1428-1489)
- Agnes (1430-1473)
- Wenceslaus (1434-1488), hertog van Sagan
- Jan II (1435-1504), hertog van Sagan